# Eparchia di Karasuk

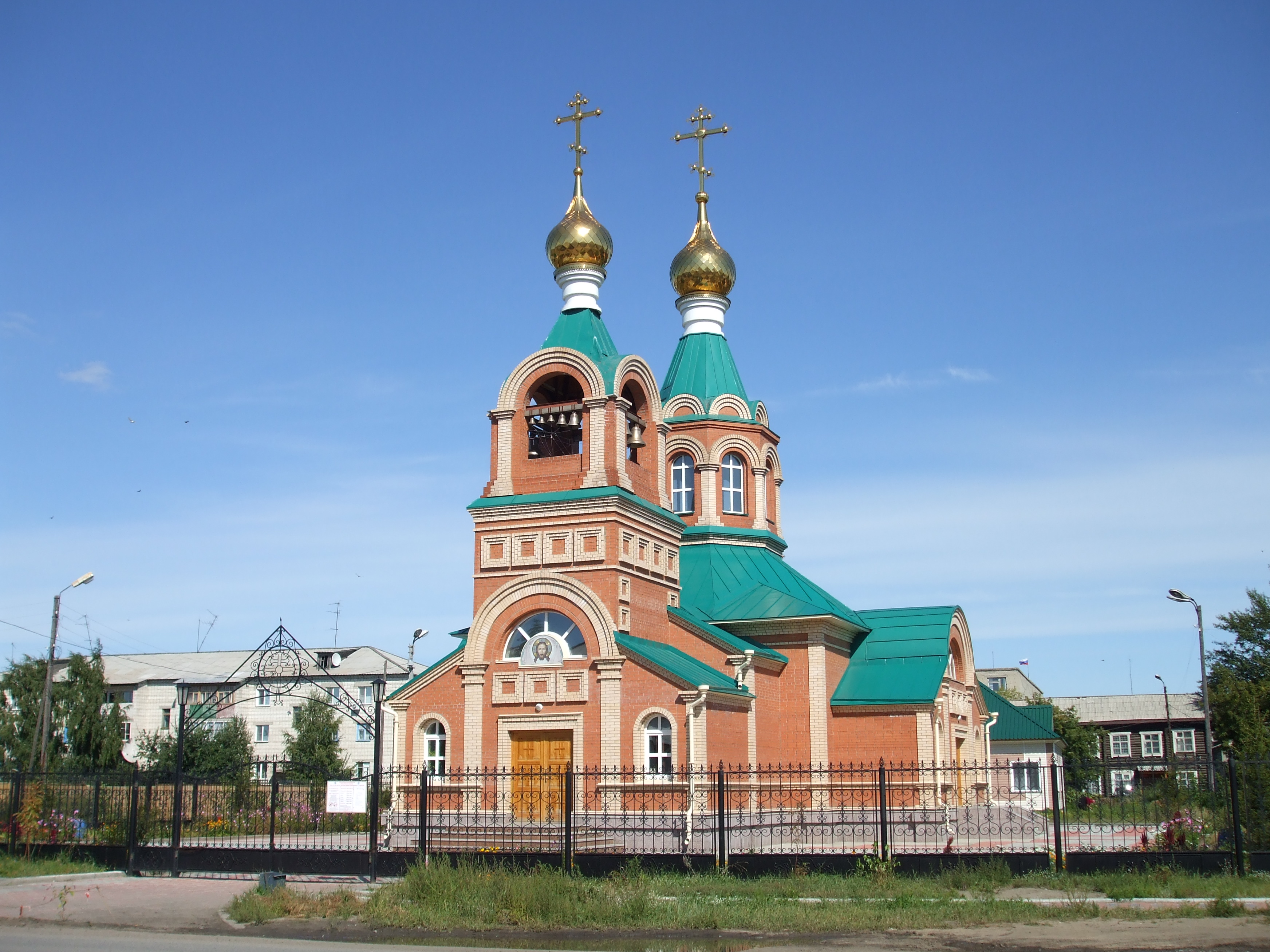
La cattedrale di Sant'Andrea a Karasuk.

L'eparchia di Karasuk (in russo Карасукская епархия?) è una diocesi della Chiesa ortodossa russa, appartenente alla metropolia di Novosibirsk.

## Territorio
L'eparchia comprende i rajon Karasukskij, Ordynskij, Kupinskij, Čistoozërnyj, Baganskij, Krasnozërskij, Zdvinskij, Dovolenskij e Kočkovskij nell'oblast' di Novosibirsk nel circondario federale della Siberia.
Sede eparchiale è la città di Karasuk, dove si trova la cattedrale di Sant'Andrea.
L'eparca ha il titolo ufficiale di «eparca di Karasuk e Ordynskoe».

## Storia
L'eparchia è stata eretta dal Santo Sinodo della Chiesa ortodossa russa il 28 dicembre 2011, ricavandone il territorio dall'eparchia di Novosibirsk, e contestualmente è entrata a far parte della metropolia di Novosibirsk.